# Vellach (Gemeinde Metnitz)
Vellach ist eine Ortschaft in der Kärntner Marktgemeinde Metnitz mit 103 (Stand 1. Jänner 2024) Einwohnern. Die Ortschaft liegt zur Gänze auf dem Gebiet der Katastralgemeinde Feistritz.

## Lage
Die Ortschaft liegt im Zentrum der Katastralgemeinde Feistritz, an den Hängen des Vellachbachs, der gegenüber der Ortschaft Metnitz rechtsseitig in den Metnitzbach mündet.

## Geschichte
Als Teil der Steuer- bzw. Katastralgemeinde Feistritz wurde Vellach im Zuge der Reformen nach der Revolution 1848/49 Teil der Gemeinde Grades. 1973 wurden die Gemeinden Grades und Metnitz zusammengeschlossen, so dass die Ortschaft heute zur Gemeinde Metnitz gehört.

## Bevölkerungsentwicklung
Für die Ortschaft zählte man folgende Einwohnerzahlen:
- 1857: 49 Häuser, 279 Einwohner[2]
- 1869: 47 Häuser, 334 Einwohner[3]
- 1880: 43 Häuser, 309 Einwohner[4]
- 1890: 41 Häuser, 267 Einwohner[5]
- 1900: 42 Häuser, 259 Einwohner[6]
- 1910: 47 Häuser, 236 Einwohner[7]
- 1934: 311 Einwohner[8]
- 1951: 43 Gebäude, 257 Einwohner[2]
- 1961: 48 Gebäude, 240 Einwohner[2]
- 1971: 44 Gebäude, 212 Einwohner[2]
- 1981: 44 Gebäude, 188 Einwohner[2]
- 1991: 39 Gebäude, 134 Einwohner[9]
- 2001: 39 Gebäude, 135 Einwohner[10]
- 2011: 39 Gebäude, 121 Einwohner[11]
- 2021: 38 Gebäude, 104 Einwohner, 30 Haushalte, 27 Arbeitsstätten[12]

## Ortschaftsbestandteile
Im Bereich der Ortschaft befinden sich die Einzelhöfe Baumgartner, Duller, Fleinfußer, Greyer, Großholzer, Großwurzer, Jauernegger, Katzius, Kogler, Marhofer, Mittlerer Grabner, Moser, Oberer Grabner, Oberer Holzer, Pichler, Pirker, Polliger, Reischnig, Steiner, Unterer Grabner, Wildoner und Winkler.
Vorübergehend wurde amtlich zwischen den Ortschaftsbestandteilen Hühnergraben, Oberort, Sauwinkel, Sonnseite und Vellach (bzw. Schattseite) unterschieden:

### Hühnergraben
Für das Dorf Hühnergraben wurden 1880 6 Häuser mit 43 Einwohnern, 1890 5 Häuser mit 38 Einwohnern und 1900 5 Häuser mit 38 Einwohnern angegeben.

### Oberort
Für das Dorf Oberort wurden 1880 12 Häuser mit 73 Einwohnern, 1890 14 Häuser mit 82 Einwohnern und 1900 12 Häuser mit 51 Einwohnern angegeben.

### Sauwinkel
Für die Rotte Sauwinkel wurden 1880 5 Häuser mit 34 Einwohnern, 1890 4 Häuser mit 33 Einwohnern und 1900 4 Häuser mit 32 Einwohnern angegeben.

### Sonnseite
Für das Dorf Sonnseite wurden 1880 9 Häuser mit 86 Einwohnern, 1890 9 Häuser mit 82 Einwohnern und 1900 11 Häuser mit 96 Einwohnern angegeben.

### Schattseite / Vellach
Für das Dorf Vellach wurden 1880 11 Häuser mit 73 Einwohnern, 1890 („Rotte Schattseite“) 9 Häuser mit 32 Einwohnern und 1900 („Schattseite“) 10 Häuser mit 42 Einwohnern angegeben.